# Acugamasus plumitergus
Acugamasus plumitergus är en spindeldjursart som beskrevs av Wolfgang Karg 1997. Acugamasus plumitergus ingår i släktet Acugamasus och familjen Ologamasidae. Inga underarter finns listade i Catalogue of Life.